# Paul Walter Heider
Paul Walter Heider (* 6. April 1909 in Ilmenau; † 3. Januar 1986 ebenda) war ein deutscher Maler und Grafiker.

## Leben und Werk
Der Vater Heiders betrieb in Ilmenau ein Malergeschäft. Dort absolvierte Heider von 1923 bis 1926 eine Lehre als Dekorationsmaler. 1923 wurde er Mitglied der Sozialistischen Arbeiterjugend SAJ. Seinen Wunsch, am Bauhaus bei Paul Klee zu studieren, konnte er sich aus finanziellen Gründen nicht erfüllen. Er bildete sich aber autodidaktisch künstlerisch weiter und malte und zeichnete. Ab 1927 übernahm er mit den Architekten Reinhold Wefing und Alfred Hertzer Aufträge für raumkünstlerische Arbeiten. Nachdem er sich von Dezember 1931 bis August 1932 bei seinem Bruder, einem Glasbläser, in Schweden aufgehalten hatte, begann Heider in expressiv-realistischer Darstellungsweise vor allem tätige Menschen zu zeichnen.
Heider nahm ab 1940 als Soldat der Wehrmacht am Zweiten Weltkrieg teil und geriet bei Stargard 1945 in sowjetische Gefangenschaft. Im Lager betätigte er sich mit Gerhard Strauss als Antifa-Kulturarbeiter. Er wurde schon 1945 entlassen und arbeitete wieder in Ilmenau in seinem Beruf.  1945 trat er der KPD bei, und 1946 wurde er Mitglied der SED. Er arbeitete neben seiner beruflichen Tätigkeit zunehmend künstlerisch. Neben Zeichnungen und Arbeiten in Aquarell und Öl schuf er nun auch Druckgrafiken, vor allem Lithografien.
Obwohl er keine akademische Ausbildung hatte, wurde Heider 1950 Mitglied des Verbands Bildender Künstler der DDR, und er nahm er in Petzow an dessen 1. Seminar teil. Er hatte Personalausstellungen und war an mehreren zentralen und regionalen sowie in Ilmenau, Arnstadt und Apolda an lokalen Ausstellungen beteiligt. Von 1961 bis 1985 leitete er einen Malzirkel im VEB Thermometerwerk Geraberg, der mit der Medaille ausgezeichnetes Volkskunstkollektiv der Deutschen Demokratischen Republik geehrt wurde. Ab Ende der 1960er Jahre schuf Heider auch kubistische Kompositionen, wobei der Mensch immer Mittelpunkt seines Werkes blieb.
Von 1961 bis 1970 gehörte Heider der Fraktion des Kulturbunds im Kreistag Ilmenau an.
Seit Mitte der 1960er Jahre erhielt Heider kaum noch künstlerische Anerkennung. Er geriet künstlerisch in Vergessenheit und zog er sich mehr und mehr ins Private zurück. 1962, 1977, 1980 und 1983 besuchte er Schweden.
Sein bisher unbearbeitetes Gesamtwerk wird von seiner Tochter bewahrt.
Bilder Heiders befinden sich u. a. im Angermuseum Erfurt und im GoetheStadtMuseum Ilmenau.

## Rezeption
„… seine urwüchsige, zwischen gesellschaftlichem Engagement und Verinnerlichung schwankende Begabung versickerte später in politisch-illustrativer Volkskunstzirkelei.“

## Werke (Auswahl)

### Tafelbilder
- Zigarettenpause (um 1951, Öl, 126 × 150 cm)
- Beim Bohren von Sprenglöchern im Abbau V (Öl, 1952/53; auf der 2. Deutschen Kunstausstellung)[2]
- Besprechung vor dem Arbeitseinsatz in einer MAS (Öl)
- Unsere Jugend (um 1951, Öl; auf der Ausstellung Künstler schaffen für den Frieden)

### Aquarelle
- Tante Eberhard (1949)[3]
- Kartoffelleserinnen (1948)[4]

### Zeichnungen
- Die Hofjagd (1946, Teil einer Serie, Sepia; auf der Allgemeinen Deutschen Kunstausstellung)[5]
- Studie des Schmelzmeisters W. aus der Glashütte (1949, Pinsel mit Sepia)[4]

### Druckgrafik
- Ende der bürgerlichen Weisheit (1947, Lithografie)
- Abkehr von der ruinierten Gesellschaft (Lithografie)
- Ringender Aussteiger (Lithografie)
- Schmied mit Pfarrer (1948, Graphit auf Lithografie)[3]
- Landarbeiter (Lithografie; veröffentlicht im 1. Juliheft 1949 des Ulenspiegel)
- Durstiger mit Einträgerjungen in der Glashütte (1949, Lithografie)[4]
- In der Glashütte (um 1953, Pinselzeichnung, Angermuseum Erfurt)
- Schöpferische Geisteskraft (1981, Holzkohle, Rötel, Wasserfarbe, Filzstift)[6]

## Ausstellungen (unvollständig)

### Personalausstellungen
- 1948/1949: Berlin, Graphisches Kabinett der Kommission Bildende Kunst (Zeichnungen)
- postum 2017: Ilmenau, GoetheStadtMuseum („Menschenbilder – Impressionen des Ilmenauer Malers und Grafikers Walter Heider“)

### Teilnahme an zentralen und wichtigen regionalen Ausstellungen in der Sowjetischen Besatzungszone bzw. in der DDR
- 1946 und 1949: Dresden, Allgemeine Deutsche Kunstausstellung und 2. Deutsche Kunstausstellung
- 1947: Erfurt, Thüringenhalle (1. Landesausstellung Bildender Künstler Thüringens)[7]
- 1951/1952: Berlin, Museumsbau am Kupfergraben („Künstler schaffen für den Frieden“)
- 1954: Mongolische Volksrepublik („Fortschrittliche deutsche Kultur“; mit Fritz Cremer, Arno Mohr und Otto Nagel)